# Guy Kwete
Guy Kwete är en kongolesisk prins av Kungariket Kuba i Demokratiska republiken Kongo.
Prins Guy Kwete är tredje son till Kubas regent, kung Kot Mbweki III (eller Kok Mmabiintosh III, och är utpekad arvtagare till honom. Han har som förste person i kungaätten studerat utomlands, först i Paris i Frankrike och därefter på University of Southern California i Los Angeles i USA samt internationella relationer på London School of Economics i London i Storbritannien.